# Achaemenes pingatus
Achaemenes pingatus är en insektsart som beskrevs av Van Stalle 1989. Achaemenes pingatus ingår i släktet Achaemenes och familjen kilstritar. Inga underarter finns listade i Catalogue of Life.